# Ljusnarsberg (đô thị)
Đô thị Ljusnarsberg là một đô thị ở hạt Örebro ở miền trung Thụy Điển. Thủ phủ nằm ở thị xã Kopparberg.